# Docomomo International
Docomomo International (a veces escrito como DoCoMoMo o simplemente Docomomo) es una organización sin ánimo de lucro. El nombre Docomomo proviene de su título original  completo en inglés Documentation and Conservation of buildings, sites and neighbourhoods of the Modern Movement (Comité Internacional de Documentación y Conservación de Edificios, Sitios y Barrios del Movimiento Moderno).
Mrinalini Rajagopalan, autor de Preservación y modernidad: perspectivas opuestas, historias controvertidas y la cuestión de la autenticidad, lo describió como «el organismo clave para la preservación de la arquitectura moderna».

## Historia
Su fundación fue inspirada por el trabajo del Consejo Internacional de Monumentos y Sitios (Icomos), fundada en 1965. El trabajo del Icomos se basa a la protección y conservación de edificios históricos y sitios, mientras que Docomomo fue fundada para hacer frente al desafío de la protección y conservación de la arquitectura  y el urbanismo del movimiento moderno. 
Docomomo International fue fundado en Eindhoven en 1988 por los arquitectos holandeses Hubert-Jan Henket y Wessel de Jonge. Henket presidió Docomomo Internacional con De Jonge como secretario hasta septiembre de 2000, cuando la Secretaría Internacional se trasladó a París, donde fue recibido por la Cité de l'Architecture et du Patrimoine, en el Palais de Chaillot. La presidenta fue Maristella Casciato, arquitecta e historiadora de la arquitectura; con Émilie d'Orgeix, también historiadora, como secretaria y Anne-Laure Guillet como directora.
En 2008 tenía 2000 miembros individuales. Ese año, 49 países tuvieron capítulos nacionales y grupos de trabajo de Docomomo. En 2010, el Secretariado Internacional se trasladó a Barcelona, organizado por la Fundació Mies van der Rohe. Ana Tostoes, arquitecta e historiadora de arquitectura, preside Docomomo International con Ivan Blasi, arquitecto, como secretario. En 2014, la secretaría fue transferida al Instituto Superior Técnico en Lisboa, Portugal. La profesora Tostoes permaneció como presidenta, con Zara Ferreira como secretaria.

## Conferencias y seminarios

### Conferecias internacionales Docomomo (ICD)
Docomomo celebra conferencias internacionales bienales en las que las personas interesadas en temas de conservación se reúnen e intercambian información y estudios relacionados con su investigación académica. La lista de conferencias celebrada hasta ahora es la siguiente:
| Versión | Año    | Fecha                   | Ciudad              | País           | Tema                                                                         |
| ------- | ------ | ----------------------- | ------------------- | -------------- | ---------------------------------------------------------------------------- |
| 1       | 1990   | Septiembre 12–14        | Eindhoven           | Países Bajos   | The book of abstracts                                                        |
| 2       | 1992   | Septiembre 16–19        | Dessau (La Bauhaus) | Alemania       | Bauhaus                                                                      |
| 3       | 1994   | Septiembre 16–19        | Barcelona           | España         | The Barcelona Pavilion                                                       |
| 4       | 1996   | Septiembre 18–20        | Bratislava y Sliač  | Eslovaquia     | Universality and Heterogeneity                                               |
| 5       | 1998   | Septiembre 16–18        | Estocolmo           | Suecia         | Vision and Reality                                                           |
| 6       | 2000   | Septiembre 20–22        | Brasilia            | Brasil         | The Modern City Facing the Future                                            |
| 7       | 2002   | Septiembre 16–21        | París               | Francia        | The Reception of Architecture of the Modern Movement: Image, Usage, Heritage |
| 8       | 2004   | Septiembre 26–Octubre 2 | Nueva York          | Estados Unidos | Postwar Modernism in an Expanding World 1945–75                              |
| 9       | 2006   | Septiembre 26–29        | Estambul y Ankara   | Turquía        | “Other” Modernisms                                                           |
| 10      | 2008   | Septiembre 13–20        | Róterdam            | Países Bajos   | The Challenge of Change                                                      |
| 11      | 2010   | Agosto 24–27            | Ciudad de México    | México         | Living in the Urban Modernity                                                |
| 12      | 2012   | Agosto 7–10             | Espoo y Helsinki    | Finlandia      | From Coffe Cup to General Plan                                               |
| 13      | 2014   | Septiembre 24–27        | Seúl                | Corea Del Sur  | Expansion and Conflict                                                       |
| 14      | 2016   | Septiembre 6–9          | Lisboa              | Portugal       | Adaptive Reuse: The Modern Movement Towards the Future                       |
| 15      | 2018   | Agosto 28–31            | Liubliana           | Eslovenia      | Metamorphosis: The Continuity of Change                                      |
| 16      | 2020+1 | Septiembre 10–14        | Tokio y Online      | Japón          | Inheritable Resilience: Sharing Values of Global Modernities                 |
| 17      | 2022   | Septiembre 6–9          | Valencia            | España         | Modern Design: Social Commitment & Quality of Life                           |
| 18      | 2024   | Diciembre 10-14         | Santiago            | Chile          | Modern Futures: Sustainable Development and Cultural Diversity               |

### Seminarios
El Comité Científico Internacional de Tecnología (ISC/T) organiza seminarios que cubren los siguientes temas:
- Restauración de estructuras de hormigón armado
- Fachadas de muro cortina, ventanas y vidrio
- Madera, piedra y colores en la arquitectura del Movimiento Moderno.

A menudo se celebran seminarios y conferencias en edificios significativos de este Movimiento, como, por ejemplo, en la Biblioteca Vyborg de Alvar Aalto (2003), fábrica Van Nelle de Brinkman y Leendert van der Vlugt en Róterdam (2008), y la Lever House de Gordon Bunshaft en Nueva York (2004).

## Publicaciones
El Docomomo Journal se publica dos veces al año.

## El trabajo a nivel nacional
Muchos países tienen grupos de trabajo de Docomomo, ya sea como parte de entidades académicas, federaciones o Colegios de Arquitectos, como sucede en España y Portugal, con la Fundación Docomomo Ibérico. Pueden definir los protocolos de actuaciones y protección, tales como DoCoMoMo Key Scottish Monuments (principales monumentos escoceses DoCoMoMo) o DoCoMoMo Architectural Masterpieces of Finnish Modernism (obras maestras DoCoMoMo de la arquitectura finlandesa del Movimiento Moderno), o apoyar campañas locales.
El Departamento de Protección Ambiental de Nueva Jersey reconoció el trabajo de preservación de Docomomo junto con otros después de una reunión de 2009 para proteger el antiguo Complejo Bell Labs Holmdel.